# Луковая муха
Лу́ковая му́ха (лат. Delia antiqua) — вид мух-цветочниц. Широко распространённый сельскохозяйственный вредитель: повреждает лук, чеснок, луковичные цветочные культуры.

## Морфология
Длина тела 5-7 мм, по другим источникам — до 8 мм. Окраска пепельно-серая или желтовато-серая, спинка с зеленоватым оттенком; ноги чёрные, крылья прозрачные. Личинки белые, гладкие, червеобразные, длиной до 10 мм.

## Биология
Имаго появляются в мае-июне. Взрослые особи активны преимущественно в сумерках и на рассвете. Самка откладывает яйца (до 60, по другим источникам до 200) на перья лука, луковицы и почву рядом с растениями. Яйца белые, продолговатые, с продольной бороздкой. Через 3-8 суток появляются личинки, которые вгрызаются в мякоть луковицы (чаще всего с нижней стороны). Личинка окукливается в почве и зимует в ложнококоне, на глубине 5-20 см. В зависимости от условий может быть от одного до трёх поколений в год.

## Распространение
Широко распространена в Европе, Азии и Северной Америке. В России встречается везде, где выращивается лук. В Средней Азии может подниматься до высоты 3600 м.

## В сельском хозяйстве
В природе луковые мухи кормятся на различных видах лилейных и касатиковых. В культуре повреждают лук, чеснок, салат, тюльпаны, лилии. Повреждённые луковицы становятся мягкими, загнивают, издают неприятный запах; листья салата желтеют и вянут.
В качестве мер профилактики и борьбы рекомендуется ранняя высадка лука, мульчирование почвы торфом, использование репеллентов и пестицидов, уничтожение заражённых растений, осенняя перекопка грядок с целью уничтожения куколок.